# Cornelia Popescuová
Cornelia Popescuová, provdaná Cornelia Popová (* 27. srpna 1950, Bukurešť) je bývalá rumunská atletka, jejíž specializací byl skok do výšky.

## Kariéra
S atletikou začínala jako vícebojařka. V roce 1968 vybojovala na třetím ročníku Evropských juniorských her v Lipsku bronzovou medaili v pětiboji. V témže roce reprezentovala na letních olympijských hrách v Ciudad de México, kde pětiboj (80 m př., vrh koulí, skok do výšky, skok daleký, běh na 200 m) dokončila s počtem 4 435 bodů na 22. místě.
Většinu svých úspěchů však zaznamenala jako výškařka na začátku 70. let. V roce 1970 na prvním halovém ME ve Vídni získala stříbrnou medaili (182 cm), když výše skočila jen Rakušanka Ilona Gusenbauerová, která výkonem 188 cm tehdy vytvořila nový halový světový rekord. Stříbro brala také na světové letní univerziádě v italském Turíně.
O rok později vybojovala na halovém ME v Sofii výkonem 178 cm bronzovou medaili. Stejnou výšku zdolala také Marta Kostlánová, kvůli horšímu technickému zápisu však skončila čtvrtá. Stříbrnou medaili poté získala na evropském šampionátu v Helsinkách, kde překonala 185 cm. V roce 1972 na olympiádě v Mnichově obsadila ve finále 19. místo (176 cm). Zúčastnila se také letních olympijských her 1976 v Montrealu kde skončila osmá (187 cm) i olympiády 1980 v Moskvě, kde se umístila rovněž na 8. místě (188 cm).
Mezi její úspěchy patří také 4. místo na halovém ME 1974 v Göteborgu. V roce 1974 a 1977 se stala vítězkou halového výškařského mítinku Beskydská laťka v Třinci. V roce 1977 zvítězila také na Novinářské laťce.

## Osobní rekordy
- hala - (191 cm - 2. březen 1977, Praha)[6]
- venku - (193 cm - 30. červen 1976, Athény)[7]